# Bothynus minor
Bothynus minor är en skalbaggsart som beskrevs av Steinheil 1872. Bothynus minor ingår i släktet Bothynus och familjen Dynastidae. Inga underarter finns listade.